# حرف دوپهلو
حرف دوپهلو (انگلیسی: Double entendre) یک شکل گفتار یا یک روش خاص از جمله است که به معنای دوگانه ابداع می‌شود، که یکی از آنها معمولاً واضح است، در حالی که دیگری اغلب پیامی را منتقل می‌کند که بیان آن از نظر اجتماعی بسیار ناجور، جنسی، یا توهین‌آمیز است.